# 北京景天
北京景天（学名：Sedum pekinense）为景天科景天属下的一个种。产河北涿鹿县西灵山。据模式标本碎片，可能为或近小从红景天。

## 扩展阅读
維基物種上的相關：北京景天